# Leonid Potápov
Leonid Vasílievich Potápov (Леони́д Васи́льевич Пота́пов) (Uakit, República Autónoma Socialista Soviética de Buriatia, URSS – Ulán-Udé, Buriatia, Rusia, 12 de noviembre de 2020) fue un político ruso.

## Carrera política
Entre agosto de 1991 y julio de 2007 desempeñó el cargo de presidente de Buriatia, una de las veintiuna repúblicas que componen la Federación Rusa, convirtiéndose así en el primer presidente en dirigir los destinos de esa república. Fue reelegido tres veces, la última de ellas en 2002, donde recibió el 68% de los votos.
Fallece el 12 de noviembre de 2020 de coronavirus. Tenía ochenta y cinco años.